# 9球双打世界杯
9球双打世界杯（World Cup of Pool）是一項年度9號球賽事，該賽事採取单败淘汰制。菲律宾和中国曾三次奪得该赛事冠軍。该賽事每年在不同地点举行。首屆賽事於2006年在威爾斯纽波特举行。2018年，9球双打世界杯首次在中国举行。